# Base Arturo Parodi
La stazione polare tenente Arturo Parodi Alister (in spagnolo Estación polar teniente Arturo Parodi Alister) è stata una base antartica cilena, attiva dal 1999 al 2013.
Intitolata all'aviatore Arturo Parodi Alister, era ubicata ad una latitudine 80º30' S ed una longitudine 81°38, ed era situata nella Terra di Ellsworth, in una regione del Territorio antartico cileno.

## Storia
La base fu inaugurata il 7 dicembre 1999, ed era situata a circa 1 km dal campo base di Patriot Hills, gestito dalla società privata americana Adventure Network International (ora Antarctic Logistics & Expeditions LLC), che gestiva una pista aerea di ghiaccio azzurro nella zona.
Dedicata alla memoria dl Arturo Parodi Alister, che nel 1947 operò il primo volo antartico cileno, la base era gestita dall'aeronautica militare cilena e destinata a studi glaciologici, meteorologici, geologici e cartografici.
La base era operativa da novembre a dicembre ogni due anni ed era in grado di ospitare, nei suoi 320 m² di superficie, una popolazione di 24 persone, ma poteva fornire supporto vitale fino a 40 persone.
In seguito allo spostamento dell'Antarctic Logistics & Expeditions LLC nel novembre 2010, la base è stata smantellata ed il suo equipaggiamento trasferito nella nuova stazione Glaciar Unión, situata circa 90 km più ad Ovest, alla fine del 2013.